# Карпанела (Кремона)
Карпанела је насеље у Италији у округу Кремона, региону Ломбардија.
Према процени из 2011. у насељу је живело 30 становника. Насеље се налази на надморској висини од 37 м.